# Orlando Letelier
Marcos Orlando Letelier del Solar (Temuco, 13 de abril de 1932-Washington D. C., 21 de septiembre de 1976) fue un político, abogado y embajador chileno, miembro del gobierno de la Unidad Popular (UP) del presidente Salvador Allende, del cual ejerció como ministro de Estado. Según información desclasificada por la CIA, fue asesinado por orden del general Augusto Pinochet en Washington D. C. por el agente de la DINA chilena, Michael Townley, en 1976. Es padre del senador Juan Pablo Letelier.

## Biografía
Fue el hijo menor de la familia formada por Orlando Letelier Ruiz e Inés del Solar Rosenberg y sus hermanas, Mariana y Fabiola Letelier. Aunque nació en Temuco, vivió gran parte de su niñez en Santiago. Realizó sus estudios en los liceos Lastarria e Instituto Nacional. A los 16 años, ingresó como cadete a la Escuela Militar del Libertador Bernardo O'Higgins. En 1949 se retiró del ejército, para luego ingresar a la Escuela de Derecho de la Universidad de Chile.
Sus primeras participaciones políticas fueron como estudiante universitario, representante del Grupo Universitario Independiente en la FECH, cargo que ejerció hasta 1952. En 1955, se incorporó a la recién formado Departamento del Cobre, donde trabajó hasta como analista de investigación en la industria del cobre. En 1959, es despedido de su cargo de asesor, por una reestructuración interna. Este hecho fue denunciado como una persecución política por el entonces senador Salvador Allende, ya que ese año Letelier había ingresado al Partido Socialista.
En esa época, estaba casado con Isabel Margarita Morel Gumucio, con quien tuvo tres hijos, Cristián Alfredo, José Ignacio y Francisco Javier, sumándose después su último hijo, Juan Pablo. La familia Letelier tuvo que marchar a Venezuela, donde Letelier trabajó como consultor del cobre, para el Ministerio de Hacienda. Luego se incorporó en el entonces recién creado Banco Interamericano de Desarrollo, donde eventualmente se convirtió en economista sénior y director de la división de préstamos. Fue también uno de los consultores de Naciones Unidas responsable de la creación del Banco Asiático de Desarrollo.

## Diplomático y ministro

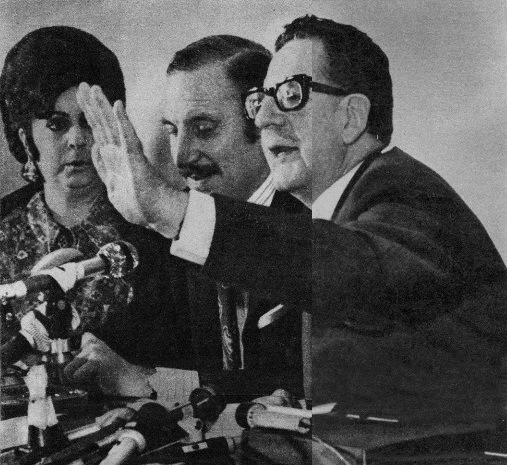
Orlando Letelier junto con Salvador Allende

Debido a su destacada trayectoria internacional y a los antiguos vínculos con el presidente Salvador Allende, fue nombrado en enero de 1971 como embajador extraordinario y plenipotenciario de Chile ante los Estados Unidos, correspondiéndole la misión de representar las decisiones del Gobierno chileno en las materias derivadas del proceso de nacionalización de la gran minería del cobre, aprobada unánimemente por el Congreso Nacional en julio de 1971. En 1973, sirvió como ministro de Relaciones Exteriores, Interior, y Defensa.

## Golpe de Estado de 1973
Letelier ocupaba el cargo de ministro de Defensa al ocurrir el Golpe de Estado en Chile de 1973, siendo detenido por fuerzas militares cuando ingresa a su despacho en el Ministerio de Defensa, ubicado en pleno centro, a menos de 100 metros del Palacio de La Moneda, convirtiéndose en el primer alto funcionario gubernamental en ser detenido. Como otros funcionarios del gobierno de la Unidad Popular, Letelier es detenido y torturado, primero en el Regimiento de Artillería Tacna y en la Escuela Militar del Libertador Bernardo O'Higgins, y luego es enviado por ocho meses al Campo de Concentración de Isla Dawson, en el estrecho de Magallanes. Seguidamente, estuvo preso en el subterráneo de la Academia de Guerra de la Fuerza Aérea y el Campamento de Ritoque, en Valparaíso, lugar donde fue liberado por la presión de destacadas personalidades como Diego Arria y comités de apoyo internacional que ejercieron en su favor.

## Exilio
Después de su liberación tras intensas gestiones diplomáticas lideradas por Diego Arria, gobernador del Distrito Federal (Venezuela), en 1974 parte a Venezuela en calidad de exiliado. Al reunirse con su familia en Caracas, se exilió en EEUU. y se radicó, a instancias del escritor estadounidense Saul Landau, en Washington. En 1975, se convirtió en investigador del Institute for Policy Studies (IPS), un instituto de investigación de tendencia de izquierda en Washington, dedicado al estudio de políticas internacionales, donde el liberal estadounidense Landau trabajaba en aquella época. También fue nombrado director del Transnational Institute, un think tank internacional de políticas progresistas con sede en Ámsterdam y en aquel momento hermanado con IPS, y trabajó como profesor en la Escuela de Servicios Internacionales de la American University, en Washington D.C. Letelier se dedicó de lleno a escribir, dar conferencias y hacer presión en el Congreso estadounidense y entre los gobiernos europeos, en contra del régimen del general Augusto Pinochet, y pronto se convirtió en la voz más destacada de la oposición chilena, evitando incluso la entrega de los préstamos (especialmente de países europeos) que pidió el régimen militar de Chile para restaurar la economía. Su actividad académica enfureció a la dictadura chilena y provocó que Augusto Pinochet, el 10 de septiembre de 1976, publicara oficialmente el decreto que le retiró la nacionalidad chilena. Sus palabras sobre este hecho fueron:

Se me ha privado de mi dignidad de chileno, pero yo quiero que ustedes sepan que yo soy chileno, nací chileno y moriré chileno. Ellos los fascistas, nacieron traidores, viven como traidores y serán recordados siempre como fascistas traidores
Orlando Letelier

## Muerte y legado

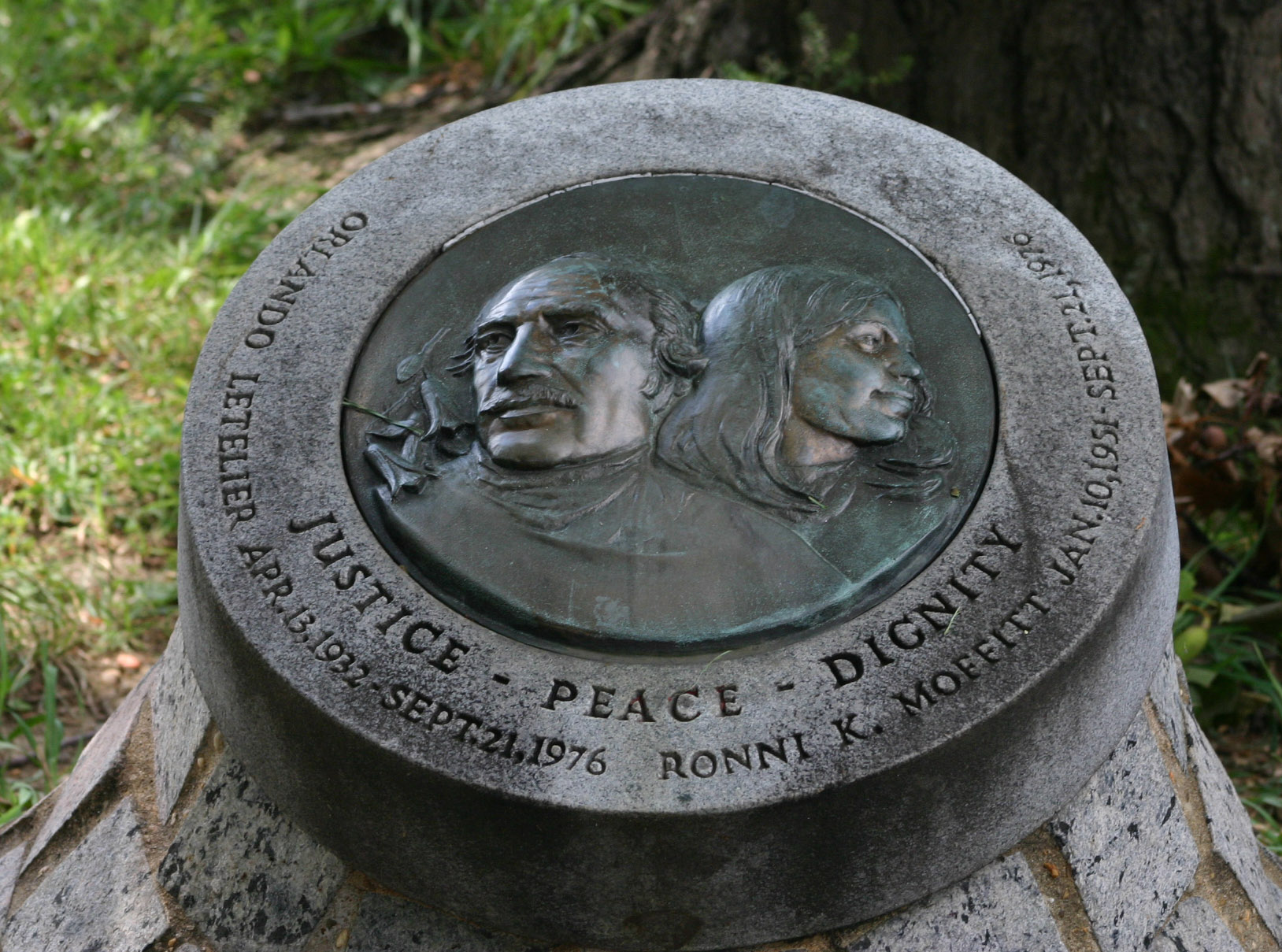
Memorial de Orlando Letelier en el lugar que fue asesinado: Sheridan Circle, Washington D. C.

El 21 de septiembre de 1976, alrededor de las nueve de la mañana, Orlando Letelier fue asesinado mediante una bomba instalada en su automóvil, la cual fue activada por control remoto mientras se desplazaba por la avenida Massachusetts de la capital estadounidense. El coche bomba también mató a la ayudante estadounidense de Letelier, Ronni Moffitt, y dejó herido al esposo de esta, Michael Moffitt.

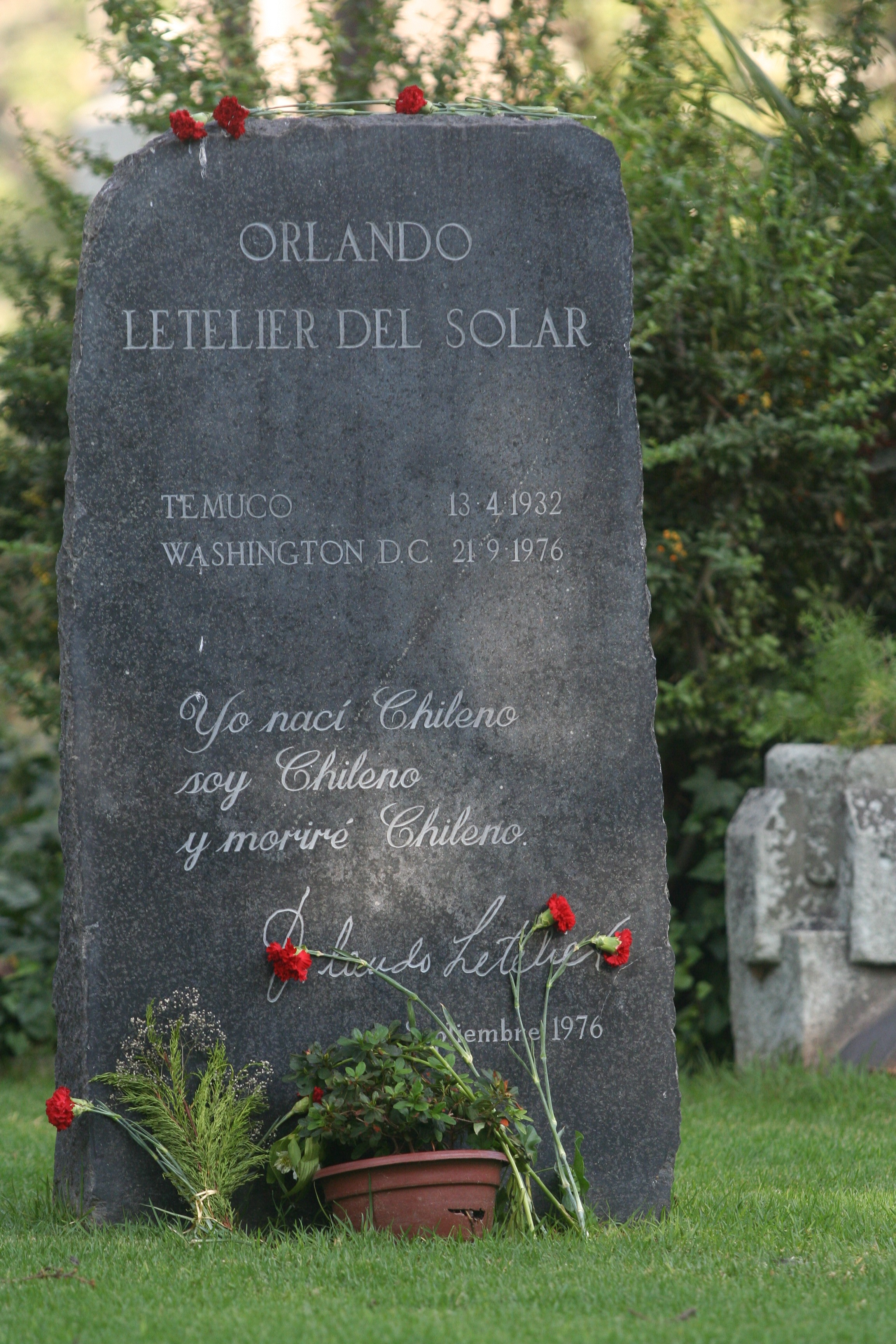
Tumba de Orlando Letelier.

En la autopsia se consigna, como la causa de muerte de Orlando Letelier, «desangramiento», «amputación traumática de las extremidades inferiores», «lesiones sufridas en explosión». Diego Arria gestiona con las autoridades estadounidenses el traslado de cuerpo de Orlando Letelier para que fuera sepultado en Venezuela, pues Pinochet no permitió enterrarlo en Chile. Sus restos fueron repatriados en 1994.
Se ha dicho que el asesinato de Letelier era la parte de un esfuerzo coordinado por varias dictaduras de los Ejércitos en América Latina para intimidar y asesinar a sus opositores políticos. Este esfuerzo, conocido como Operación Cóndor, incluyó naciones como Brasil, Argentina, Chile, Paraguay, Uruguay y Bolivia. Tres de aquellas naciones —Uruguay, Argentina y Chile— comenzaron a asesinar a figuras de la oposición en países extranjeros durante la primavera de 1976.
Varias personas fueron procesadas y condenadas por el asesinato. Entre ellos estaban Michael Townley, un expatriado estadounidense doble agente de la CIA colaborador muy cercano a la agencia de inteligencia chilena DINA, el general Manuel Contreras, antiguo jefe de la DINA, y el general de brigada Pedro Espinoza.
En 2015, documentos desclasificados entregados por Estados Unidos a Chile demostraron la implicación directa de Augusto Pinochet y la DINA en el asesinato de Letelier. Tales conclusiones derivaron de informaciones vertidas por la CIA al secretario de Estado de EE. UU. de la época, George Shultz. Esa conclusiones derivan, a su vez, de «decenas de testimonios de autoridades estadounidenses, cables confidenciales, pesquisas de la CIA, entrevistas a testigos y víctimas o recortes de prensa de la época»